# フェリーろっこう
フェリーろっこう（英：FERRY ROKKO）は、宮崎カーフェリーが運航するフェリー。

## 概要
こうべエキスプレスの代船として内海造船因島工場で建造され、2022年3月30日に進水し支綱切断は河瀨直美が担当した。10月4日に神戸～宮崎航路に就航。
船名は「神戸らしさを感じられる名称」のテーマをもとに公募で決められ、船名表記は「ともに成長できる未来ある若者にお願いしたい」との思いから宮崎県内の高校生から宮崎県立日南高等学校の女子生徒が「ろっこう」を揮毫した。

## 船内
船内は黒や赤を基調色とし壁面に神戸タータンの柄をあしらうなど神戸のおしゃれさをイメージした内装とした。
| クラス                 | 部屋数 | 眺望         | 定員     | 設備                                                                                                   |
| ---------------------- | ------ | ------------ | -------- | --- |
| プレミアムツイン       | 6室    | 海側(窓あり) | 2-3名    | バス、トイレ、羽毛布団、冷蔵庫、液晶テレビ、ドライヤー、空間除菌消臭装置、電気ケトル、アメニティセット |
| プレミアムトリプル     | 6室    | 海側(窓あり) | 3名      | バス、トイレ、羽毛布団、冷蔵庫、液晶テレビ、ドライヤー、空間除菌消臭装置、電気ケトル、アメニティセット |
| プレミアムバリアフリー | 2室    | 海側(窓あり) | 2-3名    | バス、トイレ、羽毛布団、冷蔵庫、液晶テレビ、ドライヤー、空間除菌消臭装置、電気ケトル、アメニティセット |
| ファーストツイン       | 16室   | 海側(窓あり) | 2名      | トイレ、羽毛布団、液晶テレビ、ドライヤー、空間除菌消臭装置、電気ケトル、アメニティセット               |
| ファーストフォース     | 10室   | 海側(窓あり) | 4名      | トイレ、羽毛布団、液晶テレビ、ドライヤー、空間除菌消臭装置、電気ケトル、アメニティセット               |
| ファーストウィズペット | 2室    | 海側(窓あり) | 2名・4名 | トイレ、羽毛布団、液晶テレビ、ドライヤー、空間除菌消臭装置、電気ケトル、アメニティセット               |
| シングル               | 64室   | 内側(窓なし) | 1名      | 羽毛布団、液晶テレビ、空間除菌消臭装置                                                                 |
| ドミトリー             |        | 内側(窓なし) | 252名    | 羽毛布団                                                                                               |
| ツーリスト             | 1室    | 内側(窓なし) | 30名     | 羽毛布団                                                                                               |
| ドライバーシングル     | 110室  | 内側(窓なし) | 1名      | |

4階
- プレミアムツイン（2-3名×8室）
- ファースト客室
  - ツイン（2名×16室）
  - ウィズペット（2名または4名・2室）
- シングル（1名×64室）
- ドミトリー（6区画）
- 展望サロン
- シャワールーム
- 展望浴室
- 湯上がりホール
- ゲームコーナー
- パウダールーム
- キッズコーナー - チームラボによるインタラクティブアート作品「こびとが住まう黒板」を設置[3]。
- ベビールーム
- ペットルーム
- ドッグテラス

3階
- インフォメーション
- ショップ
- エントランス
- イベントステージ・イベントラウンジ
- 自販機コーナー
- 展望サロン
- ビューラウンジ
- プレミアム客室
  - トリプル（3名×8室）
  - バリアフリー（2-3名×2室）
- ファーストフォース（4名×10室）
- ドミトリー（6区画）
- ツーリスト（30名×1室）
- ドライバーシングル（1名×110室）
- ドライバー浴室
- レストラン
- ドライバーズレストラン
- ドライバーズ&ツーリストカフェ
- ドライバーズカフェ
- ダイニングルーム
- 救護室
- パウダールーム